# 2018년 아시안 게임 태권도
2018년 아시안 게임 태권도 종목은 2018년 8월 19일부터 8월 23일까지 인도네시아 자카르타의 자카르타 컨벤션 센터 플레너리 홀에서 치러진다.

## 종목
이번 대회에서는 총 14개 세부종목으로 나뉘어 치러진다. 일반경기인 '겨루기'와 품새를 다루는 '품새'로 나뉜다. 겨루기 종목은 지난 대회에 비해 축소된 반면, 품새 종목은 이번 대회부터 신설되었다.
| - 58kg급 남자 대결 - 63kg급 남자 대결 - 68kg급 남자 대결 - 80kg급 남자 대결 - +80kg급 남자 대결 |  | - 49kg급 여자 대결 - 53kg급 여자 대결 - 57kg급 여자 대결 - 67kg급 여자 대결 - +67kg급 여자 대결 |  | - 남자 품새 개인 - 남자 품새 단체 - 여자 품새 개인 - 여자 품새 단체 |

## 일정
모든 시간은 현지 시간 (UTC+7)을 따른다.
품새
| 예 | 예선 경기 | 본 | 본선 경기 |

| 남자      |    |    |
| 남자 개인 | 예 | 본 |
| 남자 단체 | 예 | 본 |
| 여자      |    |    |
| 여자 개인 | 예 | 본 |
| 여자 단체 | 예 | 본 |

겨루기
| 예 | 예선 경기 | 본 | 패자부활전, 본선 경기 |

| 남자       |    |    |    |    |    |    |    |    |
| 남자 58kg  | 예 | 본 |    |    |    |    |    |    |
| 남자 63kg  |    |    |    |    | 예 | 본 |    |    |
| 남자 68kg  |    |    |    |    |    |    | 예 | 본 |
| 남자 80kg  |    |    |    |    | 예 | 본 |    |    |
| 남자 +80kg |    |    | 예 | 본 |    |    |    |    |
| 여자       |    |    |    |    |    |    |    |    |
| 여자 49kg  |    |    |    |    |    |    | 예 | 본 |
| 여자 53kg  | 예 | 본 |    |    |    |    |    |    |
| 여자 57kg  |    |    | 예 | 본 |    |    |    |    |
| 여자 67kg  | 예 | 본 |    |    |    |    |    |    |
| 여자 +67kg |    |    | 예 | 본 |    |    |    |    |

## 메달리스트

### 겨루기

#### 남자
| 종목           | 금                                   | 은                                 | 동                                   |
| -------------- | ------------------------------------ | ---------------------------------- | ------------------------------------ |
| −58kg급 자세히 | 김태훈 대한민국 (KOR)                | 니야스 풀라토프 우즈베키스탄 (UZB) | 스즈키 모론 일본 (JPN)               |
| −58kg급 자세히 | 김태훈 대한민국 (KOR)                | 니야스 풀라토프 우즈베키스탄 (UZB) | 파르잔 아슈르자데흐 이란 (IRI)       |
| −63kg급 자세히 | 미르하솀 호세이니 이란 (IRI)         | 자오솨이 중국 (CHN)                | 허자신 중화 타이베이 (TPE)           |
| −63kg급 자세히 | 미르하솀 호세이니 이란 (IRI)         | 자오솨이 중국 (CHN)                | 조강민 대한민국 (KOR)                |
| −68kg급 자세히 | 이대훈 대한민국 (KOR)                | 아미르 모함마드 바흐시 이란 (IRI)  | 예라실 카이르베크 카자흐스탄 (KAZ)   |
| −68kg급 자세히 | 이대훈 대한민국 (KOR)                | 아미르 모함마드 바흐시 이란 (IRI)  | 아흐마드 아부가우시 요르단 (JOR)     |
| −80kg급 자세히 | 니키타 라팔로비치 우즈베키스탄 (UZB) | 이화준 대한민국 (KOR)              | 살리흐 엘샤라바티 요르단 (JOR)       |
| −80kg급 자세히 | 니키타 라팔로비치 우즈베키스탄 (UZB) | 이화준 대한민국 (KOR)              | 누를란 미르자바예프 카자흐스탄 (KAZ) |
| +80kg급 자세히 | 사이드 라자비 이란 (IRI)             | 드미트리 쇼킨 우즈베키스탄 (UZB)   | 함자 카탄 요르단 (JOR)               |
| +80kg급 자세히 | 사이드 라자비 이란 (IRI)             | 드미트리 쇼킨 우즈베키스탄 (UZB)   | 루슬란 자파로프 카자흐스탄 (KAZ)     |

#### 여자
| 종목           | 금                           | 은                                     | 동                                     |
| -------------- | ---------------------------- | -------------------------------------- | -------------------------------------- |
| −49kg급 자세히 | 쑤보야 중화 타이베이 (TPE)   | 하민아 대한민국 (KOR)                  | 파리자 알단고로바 카자흐스탄 (KAZ)     |
| −49kg급 자세히 | 쑤보야 중화 타이베이 (TPE)   | 하민아 대한민국 (KOR)                  | 레티티아 아운 레바논 (LIB)             |
| −53kg급 자세히 | 파니팍 옹파타나낏 태국 (THA) | 마디나보누 만노포바 우즈베키스탄 (UZB) | 나히드 키아니 이란 (IRI)               |
| −53kg급 자세히 | 파니팍 옹파타나낏 태국 (THA) | 마디나보누 만노포바 우즈베키스탄 (UZB) | 야마다 미유 일본 (JPN)                 |
| −57kg급 자세히 | 뤄중스 중국 (CHN)            | 이아름 대한민국 (KOR)                  | 폴린 로페스 필리핀 (PHI)               |
| −57kg급 자세히 | 뤄중스 중국 (CHN)            | 이아름 대한민국 (KOR)                  | 위빠완 시리뽄뻼삭 태국 (THA)           |
| −67kg급 자세히 | 줄랴나 알사데크 요르단 (JOR) | 김잔디 대한민국 (KOR)                  | 장멍위 중국 (CHN)                      |
| −67kg급 자세히 | 줄랴나 알사데크 요르단 (JOR) | 김잔디 대한민국 (KOR)                  | 니고라 투르순쿨로바 우즈베키스탄 (UZB) |
| +67kg급 자세히 | 이다빈 대한민국 (KOR)        | 잔셀 데니즈 카자흐스탄 (KAZ)           | 가오판 중국 (CHN)                      |
| +67kg급 자세히 | 이다빈 대한민국 (KOR)        | 잔셀 데니즈 카자흐스탄 (KAZ)           | 스베틀라나 오시포바 우즈베키스탄 (UZB) |

### 품새
| 종목             | 금                                                           | 은                                        | 동                                                              |
| ---------------- | ------------------------------------------------------------ | ----------------------------------------- | --------------------------------------------------------------- |
| 남자 개인 자세히 | 강민성 대한민국 (KOR)                                        | 쿠로시 바크티아르 이란 (IRI)              | 천칭 중화 타이베이 (TPE)                                        |
| 남자 개인 자세히 | 강민성 대한민국 (KOR)                                        | 쿠로시 바크티아르 이란 (IRI)              | 뽕뽄 수윗따야락 태국 (THA)                                      |
| 남자 단체 자세히 | 대한민국 (KOR) 한영훈 김선호 강완진                          | 중화인민공화국 (CHN) 주위샹 후밍다 덩팅펑 | 필리핀 (PHI) 더스틴 제이컵 멜라 헤오르단 도밍게스 로돌포 레예스 |
| 남자 단체 자세히 | 대한민국 (KOR) 한영훈 김선호 강완진                          | 중화인민공화국 (CHN) 주위샹 후밍다 덩팅펑 | 베트남 (VIE) 응우옌티엔풍 레타인쭝 쩐띠엔코아                   |
| 여자 개인 자세히 | 데피아 로스마니아르 인도네시아 (INA)                         | 마르잔 살라흐슈리 이란 (IRI)              | 얍킴웬 말레이시아 (MAS)                                         |
| 여자 개인 자세히 | 데피아 로스마니아르 인도네시아 (INA)                         | 마르잔 살라흐슈리 이란 (IRI)              | 윤지혜 대한민국 (KOR)                                           |
| 여자 단체 자세히 | 태국 (THA) 꼿차완 촘췐 펜까냐 파이산끼앗띠꾼 오나웨 시사하낏 | 대한민국 (KOR) 곽여원 최동아 박재은       | 필리핀 (PHI) 주버나일 크리소스토모 리나 바반토 자나 올리바      |
| 여자 단체 자세히 | 태국 (THA) 꼿차완 촘췐 펜까냐 파이산끼앗띠꾼 오나웨 시사하낏 | 대한민국 (KOR) 곽여원 최동아 박재은       | 중화 타이베이 (TPE) 천샹팅 천이쉬안 린칸위                      |